# Santa Rita de Jubia
Jubia (llamada oficialmente Santa Rita de Xubia) era una parroquia española del municipio de Narón, en la provincia de La Coruña, Galicia.

## Otro nombre
La parroquia también recibía el nombre de Santa Rita de Jubia.

## Historia
La parroquia fue suprimida en 2010 pasando a ser el barrio de Jubia de la localidad de Narón.

## Entidades de población
Entidades de población que formaban parte de la parroquia:
- Barracones (Os Barracós)
- Ferrerías (As Ferrerías)
- Gándara (A Gándara de Altea)
- Prados
- Puente de Jubia (A Ponte de Xubia)
- San Clemente (San Cremenzo)
- San Roque
- As Telleiras

## Demografía
| Gráfica de evolución demográfica de Jubia entre 2000 y 2010 |
|                                                             |
| Datos según el nomenclátor publicado por el INE.            |